# Југословенско краљевско ратно ваздухопловство
Југословенско краљевско ратно ваздухопловство (ЈКРВ) је било ратно ваздухопловство Краљевине Југославије. Постојало је од 1918. до 1941, као део Југословенске војске (ЈВ).

## Формирање 1918—1921
Ратна авијација, у склопу војске СХС (копнене), постепено се развијала у самостални вид, који ће пратити технички развој и развој војне доктрине у свијету. Упоредо са стварањем кадровске основе, изналазила су се и материјална рјешења, што ће довести до развоја домаће авио-индустрије.
Из ратних операција изашла је српска „Авијатика“, која је располагала са двије ескадриле (1. и 2. српска) и више помоћних јединица. У мају 1918. имала је 62 официра, 53 подофицира и 337 каплара и редова. За вријеме пробоја Солунског фронта, Авијатика је располагала са 71 авионом различитог типа, од којих су половина били бомбардери „бреге XIV“ и ловци „спад“. Српске ескадриле располагале су, осим тога, са око 60 авиона за извиђање и ваздушну борбу. Након пробоја Солунског фронта, Авијатика је пребазирала у етапама до Београда и Новог Сада. Међутим, без обзира на назив српска, ова авијација је била под француском командом за вријеме „ратног стања“ и подређена њеној Угарској војсци (Armée de Hongerie). Француски командант Аеронаутике српске војске имао је према команданту Аеронаутике угарске војске положај команданта армијске аеронаутике. Да би се олакшало командовање, везе и снабдијевање, као и руковање материјалом ваздухопловних јединица српске и угарске војске и да би се постигла уштеда особља, Команда савезничке војске (Цариград) издала је 2. јуна 1919, наредбу о формирању јединственог парка за снабдијевање у Новом Саду (Парк Српске војске) за 508. ескадрилу угарске војске, те 521. и 523. српску ескадрилу (1. и 2. ескадрила). За команданта јединственог парка био је одређен поручник Косте (фр. Coste).
Достављајући министру војном и морнарице пројекат „Нове формације мирног доба“, Врховна команда је 1. марта 1919, предвидјела да изван армијског састава (армијских области) буде „Ваздухопловна команда“. Према пројекту, она је требало да има: штаб, школу, парк и четири ескадриле (за сваку армијску област по једна). Сазријевањем услова, попуном људства из редова бивших официра к. и ц. војске, те употребом трофејног материјала, формираће се предвиђена команда у Новом Саду, гдје се налазила једна ескадрила и пилотска школа. По једна ескадрила била је у Загребу, Сарајеву и Скопљу, а по једно одјељење у Мостару и Љубљани. Према војно-територијалној подјели из 1919, образоване су четири ваздухопловне обласне команде са сједиштем у Новом Саду, Загребу, Скопљу и Сарајеву. У Министарству војном и морнарице основано је, почетком октобра 1920, „Одјељење за ваздухопловство“. У надлежности Одјељења, на чијем челу је стајао начелник (генерали или пуковник) налазило се командовање, организација, формација и дислокација војног ваздухопловства. Одјељење се бринуло о попуни људством, цјелокупној настави, набави за техничко одржавање на савременој висини (уколико то није било у надлежности других одјељења МВМ). Све оно што се односило на усавршавање и спрему војног ваздухопловства као и добрану земље из ваздуха, било је у његовој надлежности. Будући да је било тек у повоју, цивилно ваздухопловство је, према одредбама Уредбе о устројству Одјељења за ваздухопловство, било у његовој надлежности, као и цјелокупан развој домаће авио-индустрије. Уредба је предвиђала могућност да ваздухопловне јединице могу бити придодате појединим командама у „војсци“ (остала два вида) за вршење војно-полицијске и војноконтролне службе у унутрашњости земље и на граничним фронтовима, као и у ратним операцијама. Одјељење се дијелило на три „одсека“:
- Први одсјек водио је бригу и имао у надлежности: управу и командовање, формацију и дислокацију, наоружање, тактику у ваздуху, наставу и обуку, мобилизацију и демобилизацију, одбрану у ваздуху на позадинској зони и др.
- Други одсјек је имао у надлежности одржавање везе са Одјељењем за морнарицу ради организације и развоја „хидро-Аеронаутике“, те ваздухопловну службу у морнарици (сви послови који стоје у вези са тим).
- Трећи одсјек имао је у својој надлежности однос са индустријом и занатом, везу са цивилним надлештвима, контролу међународних конвенција о ваздушном саобраћају и др.[4]

Након Уредбе, Ваздухопловна команда у Новом Саду преименована је у I ваздухопловну команду, чија је формација допуњена борбеним (ловачким) ескадрилама, извиђачком школом, школом за резервне официре (ђачком четом) и др., а Ваздухопловна команда у II ваздухопловну команду с пилотском школом. Свакој армијској области била је придодата по једна ескадрила. У Новом Саду (Петроварадину) формиран је ваздухопловни арсенал. Осим наведених школа (у Мостару је била пилотска за подофицире), до 1921. била је формирана школа за резервне ваздухопловни официре у Ваљеву и механичарска школа за подофицире у Петроварадину.
Због опште несташице материјала, у том периоду нису вршене набавке, због несташице горива ескадриле нису често биле у могућности да извршавају борбене задатке. Тек у 1922. години испитиване су могућности набавке авиона из вана. Генерал Милан Узелац, командант ваздухопловства, боравио је у Уједињеном Краљевству да испита могућност прихваћања једног „бристола“ за југословенску авијацију.
У борбама које су вођене од 1918. до 1921. авијација је најчешће кориштена за извиђање, уз неколико бомбардерских акција на Албанском фронту, 1920. и 1921.

## Развој од 1923. до 1939.
Године 1923. хидроавијација је издвојена и стављена под команду Одјељења за морнарицу, а Ваздухопловни арсенал је промијенио име у Ваздухопловно-технички завод. Године 1927. је основана Команда ваздухопловства у рангу армијске области. Тада су од 1. и 2. ваз. команде и вазд. обласне команде формирани пукови мјешовитог састава од 2-3 ваз. групе.
Године 1930. пукови постају дијелови мјешовитих ваз. бригада са 2 до 3 пука. У 1937. долази до подјеле летачких од нелетачких јединица и оснивају се ваз. базе као органи за снабдијевање и материјално-техничку подршку. Тако су постојале ваз. базе 1. реда за ваз. пук, 2. или 3. реда за ваз. групу или посебну јединицу.
У Новом Саду је 1925. формирана Команда ваздухопловних стручних школа. Године 1936. до 1937. је дио особља из поморског ваздухопловства извршио преобуку за механичаре, електричаре и радио оператере ради јачања стручности. Послије 1938. дио подофицира се преквалификује у механичаре у ваз. школи Дивуље.
Настава летача је била углавном усмјерена на технику пилотирања, а тактичка обука је запостављена. Теоријско усавршавање официра се сводило на зимску наставу.
Уредба о формацији ваздухопловства из 1939. предвиђала је стварање: Штаба команде ваздухопловства војске (генералштабно, ађутантско и техничко одјељење, метеоролошка служба, интендантура и команда стана), Ваздухопловства врховне команде, Ваздухопловства армија (штаб и извиђачка група од 2 ескадриле за сваку армију) и Помоћног ваздухопловства.
Ваздухопловство добија нову опрему из земље и иностранства у овом периоду. Нове униформе официра су прописане у августу 1937.

## До Априлског рата 1941.
У ваздухопловству је од старијих авиона Бреге-19 и Потез-25 формирано 7 дивизијских група са по 2 ескадриле, по једна за сваку армију копнене војске. За потребе Врховне команде формирана је 2. самостална ваз. извиђачка група.
Формиран је и нови 2. ловачки ваз. пук опремљен авионима Месершмит Бф 109 и Хокер харикен. Од 1. и 7. бомбардерског ваз. пука формирана је 4. бомбардерска ваз. бригада, а из 1. бригаде у Мостар је послата 81. самостална бомб. група.
Од транспортних, лаких, санитетских и авиона за везу почело је формирање помоћног ваздухопловства, али до Априлског рата није довршено. 1940. у Панчеву је формирана Ваздухопловна војна академија.
Уређење ваздушне одбране градова, гарнизона и прометница завршено је почетком 1940. Јединице за противавионску одбрану (ПВО) трупа биле су предвиђене само у рату. Наоружање је било савремено али га није било довољно. Ваздухопловство врховне команде имало је 2 дивизије противавионских (ПАВ) топова 75| mm М-37, а свака армија војске је имала 1 дивизију ПАВ топова 75 mm М-37 или 76.5 mm М-36 и чету рефлектора. Свака дивизија имала је митраљеску чету са 6 ПАВ митраљеза 15 mm М-38 (чехословачки ЗБ-60).
Одбрана од десанта из ваздуха почиње се организовати од 16. маја 1940 кад су у сваком гарнизону образована потерна одјељења, јачине од вода до батаљона.
У ваздухопловству су јуна 1940. активиране 4 ваз. бригаде и позвани обвезници, али су у августу мјесецу деактивиране.
Послије бомбардовања Битоља од стране Италије новембра 1940. активирани су сви ловачки пукови. У марту 1941. и остале ваз. јединице су активиране. Неке од њих прешле су на ратне аеродроме до 27. марта 1941.
Мобилизација није проглашена све до њемачког напада али је 30. марта издато наређење за опште активирање. До почетка Априлског рата, јединице ваздухопловства и ПВО су биле потпуно мобилисане.
О току догађаја у рату 1941. видјети чланак Југословенско краљевско ратно ваздухопловство у Априлском рату.
|  |  |  |  |  |  |

|  |  |  |

| Тип авиона         | бројност | посада | намјена | поријекло        |
| ------------------ | -------- | ------ | ------- | ---------------- |
| Месершмит Бф-109 Е | 61       | 1      | Ловац   | Њемачка          |
| Хокер харикен Мк.1 | 38       | 1      | Ловац   | Велика Британија |
| Хокер фјури Мк.2   | 30       | 1      | Ловац   | Велика Британија |
| Икарус ИК-2        | 8        | 1      | Ловац   | Југославија      |
| Рогожарски ИК-3    | 6        | 1      | Ловац   | Југославија      |
| Авиа БХ-33         | 5        | 1      | Ловац   | Чехословачка     |
| Потез-63           | 2        | 3      | Ловац   | Француска        |

| Тип авиона           | бројност | посада | намјена   | поријекло        |
| -------------------- | -------- | ------ | --------- | ---------------- |
| Дорније До-17 К      | 60       | 4      | Бомбардер | Њемачка          |
| Бристол Бленим Мк. 1 | 47       | 3      | Бомбардер | Велика Британија |
| Савоја-Маркети СМ-79 | 40       | 6      | Бомбардер | Италија          |
| Дорније Do J (Вал)   | 10       | 3      | Бомбардер | Њемачка          |

| Тип авиона       | бројност | посада | намјена                  | поријекло               |
| ---------------- | -------- | ------ | ------------------------ | ----------------------- |
| Бреге XIX        | 60       | 2      | Извиђач и лаки бомбардер | Југославија, по лиценци |
| Потез-25         | 120      | 2      | Извиђач и лаки бомбардер | Југославија, по лиценци |
| Рогожарски ПВТ   | 64       | 2      | Авион за напредну обуку  | Југославија             |
| Рогожарски Р-100 | 25       | 2      | Авион за напредну обуку  | Југославија             |
| Змај Физир ФП-2  | 23       | 2      | Авион за обуку           | Југославија             |
| Рогожарски СИМ-Х | 21       | 2      | Авион за обуку           | Југославија             |
| Змај Физир ФН    | 20       | 2      | Авион за обуку           | Југославија             |

Постојао је и мањи број авиона других типова.

## Команданти JКРВ
- Бранко Вукосављевић, мајор (1918—1919)
- Петар Мирковић, пуковник (1919—1921)
- Милан Узелац, дивизијски генерал (1921—1923)
- Радисав Станојловић, армијски генерал (1923—1930)
- Милутин Недић, армијски генерал (1930—1936)
- Душан Симовић, армијски генерал (1936—1938)
- Милојко Јанковић, армијски генерал (1938—1940)
- Душан Симовић, армијски генерал (1940—1941)
- Боривоје Мирковић, бригадни генерал (1941)
- Петар Вукчевић, пуковник (1941) вршилац дужности
- Боривоје Мирковић, бригадни генерал (1941—1942)[а]

## Галерија
- Месершмит Бф-109 Е
- Дорније До-17 К
- Савоја-Маркети СМ-79